# Étienne Aldebrand
Étienne Aldebrand, noto anche come Étienne Aldebran, o Étienne d'Audebrand de Chamberet  ou de Chamberet, Estienne Aldebrandy Étienne de Chambert, (... – 1361), è stato un arcivescovo cattolico e abate francese.
Fu novizio e poi monaco presso l'Abbazia di Sant'Illidio a Clermont, prima di diventare priore del priorato di Thuret, che dipendeva dall'Abbazia di Sant'Illidio, poi abate dell'Abbazia di Saint-Pierre de Montier-la-Celle, a Troyes, prima del 1323, poi abate-vescovo di Montecassino dal 1345 al 1348, quindi vescovo di Saint-Pons-de-Thomières, poi arcivescovo di Arles dal (1348 al 1350) e infine arcivescovo di Tolosa dal 1350 al 1361.

## Biografia
Nicolaï Bertrandi (Nicolas Bertrand, *1470 - †1527) è colui che ne scrisse chiamandolo cambarut (dalle lunghe gambe). 
Jean Papire Masson (1544-1611) scrisse nella Vita di Papa Clemente VI che fu per riconoscenza di ciò che questo papa aveva fatto che:
(Jean Papire Masson)
Abate di Montecassino con il nome di Stefano III (1343-1345), ebbe in seguito, il 13 febbraio 1346 la sede episcopale di Saint-Pons. Nipote di papa Clemente VI  fu nominato da quest'ultimo Camerlengo e tesoriere il 13 gennaio 1347. Étienne Aldebrand nel 1348 fu nominato arcivescovo di Arles prima di ottenere la nomina ad arcivescovo di Tolosa nel 1350, ove rimase fino al 1360. Il suo anniversario è segnato il 26 marzo nel cartulario della chiesa di Saint-Pons.
Nel corso di questo breve arciepiscopato, gli archivi vaticani indicano che egli autorizzò la vendita di Avignone, con tutte le sue dipendenze, da parte di Giovanna, regina di Napoli e Sicilia, duchessa di Calabria e contessa di Provenza a papa Clemente VI in data 13 giugno 1348, al prezzo di 80.000 fiorini d'oro.
Era lo zio del prelato Pierre Aymé che fu il 79º vescovo di Auxerre dal 1362 al 1373. Egli lasciò a quest'ultimo la sua signoria e il suo castello delle Roches de Coffins a Saint-Ours-les-Roches.

## Arme
D'azzurro, a due fasce d'oro, accompagnato in capo da tre bisanti d'argento.